# Australische zwartpunthaai
De Australische zwartpunthaai (Carcharhinus tilstoni) is een haai uit de familie van de requiemhaaien.

## Hybride
Hybrides zijn kruisingen tussen twee verschillende soorten dieren. Deze zijn zeer zeldzaam en komen slechts bij hoge uitzondering in het wild voor. Het is een daarom bijzonder dat Australische onderzoekers 57 hybride haaien ontdekt hebben in 2000 km kustlijn. Te meer omdat niet bekend was dat dit soort haaien bestonden. De hybrides zijn kruisingen tussen de normale zwartpunthaai (Carcharhinus limbatus) en de Australische zwartpunthaai (Carcharhinus tilstoni). Laatstgenoemde komt voor in de tropische wateren nabij Brisbane, terwijl de hybride 1000 km zuidelijker is aan getroffen in de koelere wateren nabij Sydney. Opvallend is dat de haaien langer zijn dan de voor deze soorten typische maximale lengte van 1,5 meter. De hybrides zijn aangetroffen met lengtes tot wel 2 meter.

## Natuurlijke omgeving
De Australische zwartpunthaai komt uitsluitend voor het continentale plat van het tropische deel van Australië.

## Synoniemen
- Galeolamna pleurotaenia tilstoni - Whitley, 1950[5]

Zwartsnuithaai (C. acronotus) · Zilverpunthaai (C. albimarginatus) · Grootsnuithaai (C. altimus) · Sierlijke haai (C. amblyrhynchoides) · Grijze rifhaai (C. amblyrhynchos) · Varkensooghaai (C. amboinensis) · Borneohaai (C. borneensis) · Koperhaai (C. brachyurus) · Tolhaai (C. brevipinna) · Nerveuze haai (C. cautus) · Pacifische kleinstaarthaai (C. cerdale) · Witwanghaai (C. dussumieri) · Zijdehaai (C. falciformis) · Kreekhaai (C. fitzroyensis) · Galapagoshaai (C. galapagensis) · Pondicherryhaai (C. hemiodon) · Fijntandhaai (C. isodon) · Gladtandzwarttiphaai (C. leiodon) · Stierhaai (C. leucas) · Zwartpunthaai (C. limbatus) · Oceanische witpunthaai (C. longimanus) · Hardsnuithaai (C. macloti) · C. macrops · Zwartpuntrifhaai (C. melanopterus) · Schemerhaai (C. obscurus) · Caribische rifhaai (C. perezii) · Zandbankhaai (C. plumbeus) · Atlantische kleinstaarthaai (C. porosus) · Zwartstiphaai (C. sealei) · Nachthaai (C. signatus) · Vlekstaarthaai (C. sorrah) · Australische zwartpunthaai (C. tilstoni)